# Iglesia de la Comunidad Metropolitana de Nueva York
La Iglesia de la Comunidad Metropolitana de Nueva York (en inglés: Metropolitan Community Church of New York, MCCNY) es una iglesia cristiana LGBT en la ciudad de Nueva York, ubicada en 446 36th Street entre la Novena y la Décima Avenida en el vecindario Hell's Kitchen en el lado oeste de Midtown Manhattan.

## Misión
Si bien atiende principalmente a la población LGBT, la iglesia está abierta a personas de todas las orientaciones sexuales. MCCNY está afiliada a la Iglesia de la Comunidad Metropolitana (MCC), una comunidad mundial de iglesias que atienden a personas LGBT y afirman la teología de apoyo a las personas LGBT.
Su pastor principal es Pat Bumgardner, ministra y activista por la justicia social, quien vive en el West Village. Edgard Danielsen-Morales se desempeña como pastor asistente de Vida Congregacional.
La iglesia publica un boletín titulado The Query.

## Historia
La iglesia en sí fue establecida por primera vez en Los Ángeles en 1968 por el reverendo Troy Perry. Su ubicación cambió cuatro años después a Nueva York, dentro del Centro de Servicios para Gays y Lesbianas (ahora Centro Comunitario de Lesbianas, Gays, Bisexuales y Transgénero), dirección donde permaneció desde 1983 hasta 1994. La iglesia se mudó nuevamente en 1994 a su ubicación actual en West 36th Street.
Entre los participantes de la iglesia se encontraba Sylvia Rivera, activista transgénero y que estuvo involucrada en los disturbios de Stonewall en 1969.

## Organizaciones benéficas
Despensa de alimentos Sylvia Rivera: MCCNY Charities opera tres servicios semanales de despensa de alimentos. Comidas calientes y despensa de alimentos de martes a viernes y los jueves por la mañana comestibles elegidos por el cliente.
Sylvia's Place: MCCNY Homeless Youth Services se compromete a convertir el corto tiempo (hasta 90 días) que los jóvenes pasan como residentes en un tiempo de crecimiento, seguridad y oportunidad. Los servicios para jóvenes sin hogar de MCCNY ofrecen:
- Servicios sin cita previa proporcionados 6 días a la semana de 5 a 9 de lunes a sábado
- Servicios nocturnos de emergencia
- Conexiones a viviendas a largo plazo
- Gestión de casos
- Grupos de defensa
- Duchas
- Comidas calientes
- Clínica Q: Columbia Medial para jóvenes LGBTQI+.